# Hektar przeliczeniowy

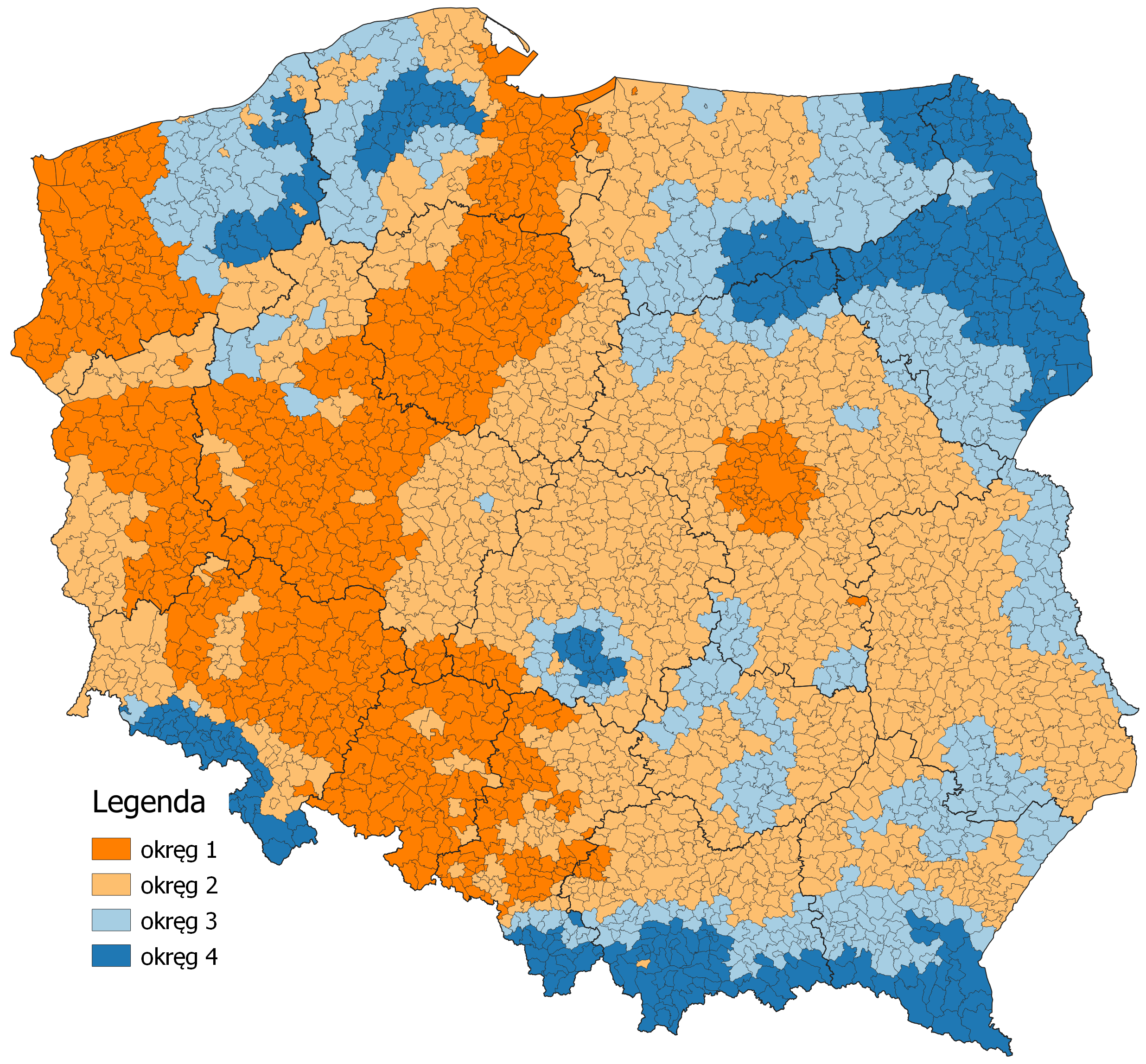
Okręgi podatkowe w Polsce

Hektar przeliczeniowy – umowna jednostka kalkulacyjna powierzchni gruntu, która równa się 1 ha klasy gruntów przyjętej za podstawę do przeliczania powierzchni innych klas gruntów. Za 1 hektar przeliczeniowy przyjęto 1 ha gruntów klasy IV, biorąc za podstawę plon zbóż z 1 ha gleby IV klasy. Termin hektara przeliczeniowego stosowany jest głównie do celów podatku rolnego.
W zależności od warunków ekonomicznych i produkcyjno-klimatycznych, ustalono 4 okręgi podatkowe, w których odpowiednio przeliczniki dla poszczególnych klas wynoszą:
- dla gruntów ornych:

| rejon: | I    | II   | III  | IV   |
| ------ | ---- | ---- | ---- | ---- |
| I      | 1,95 | 1,80 | 1,65 | 1,45 |
| II     | 1,80 | 1,65 | 1,50 | 1,35 |
| IIIa   | 1,65 | 1,50 | 1,40 | 1,25 |
| IIIb   | 1,35 | 1,25 | 1,15 | 1,00 |
| IVa    | 1,10 | 1,00 | 0,90 | 0,80 |
| IVb    | 0,80 | 0,75 | 0,65 | 0,60 |
| V      | 0,35 | 0,30 | 0,25 | 0,20 |
| VI     | 0,20 | 0,15 | 0,10 | 0,05 |

- dla użytków zielonych (łąki i pastwiska):

| rejon: | I    | II   | III  | IV   |
| ------ | ---- | ---- | ---- | ---- |
| I      | 1,75 | 1,60 | 1,45 | 1,35 |
| II     | 1,45 | 1,35 | 1,25 | 1,10 |
| III    | 1,25 | 1,15 | 1,05 | 0,95 |
| IV     | 0,75 | 0,70 | 0,60 | 0,55 |
| V      | 0,20 | 0,20 | 0,15 | 0,15 |
| VI     | 0,15 | 0,15 | 0,10 | 0,05 |

Sady przelicza się na hektary przeliczeniowe według tych samych przeliczników, co grunty orne, z tym że do sadów klas III i IV stosuje się odpowiednio przeliczniki dla klas IIIa i IVa.
Grunty pod stawami zarybionymi bez względu na miejsce położenia przelicza się na hektary przeliczeniowe według następujących przeliczników:
1. 1 ha stawu zarybionego łososiem, trocią, głowacicą, palią i pstrągiem – 1,0 ha przeliczeniowy;
2. 1 ha stawu zarybionego innymi gatunkami ryb – 0,20 ha przeliczeniowego.
3. Grunty pod stawami niezarybionymi przelicza się na hektary przeliczeniowe – według przeliczników z tabeli.

Po przemnożeniu powierzchni w hektarach fizycznych poszczególnych klas gruntów przez właściwe współczynniki i po dodaniu iloczynów uzyskuje się sumę hektarów przeliczeniowych. Umożliwia to porównanie gleb o różnych klasach bonitacyjnych.